# Ned Sparks
Ned Sparks est un acteur canadien né le 19 novembre 1883 à Guelph (Canada), mort le 3 avril 1957 à Victorville (Californie).

## Filmographie

### comme acteur

#### Années 1910
- 1915 : The Little Miss Brown : Veilleur de nuit
- 1919 : The Social Pirate : Harry Barnes
- 1919 : A Temperamental Wife : L'employé de l'hôtel
- 1919 : A Virtuous Vamp : Mr. Bell

#### Années 1920
- 1920 : Nothing But the Truth, de David Kirkland : L'homme au monocle
- 1920 : In Search of a Sinner : Serveur
- 1920 : The Perfect Woman : Grimes, l'anarchiste
- 1920 : Good References : Peter Stearns
- 1922 : A Wide Open Town : Si Ryan
- 1922 : The Bond Boy, de Henry King : Cyrus Morgan
- 1923 : Easter Bonnets
- 1924 : One Night It Rained
- 1924 : The Law Forbids : Clyde Vernon
- 1925 : Low Tide
- 1925 : The Boomerang : Bert Hanks
- 1925 : His Supreme Moment : Adrian
- 1925 : Faint Perfume : Orrin Crumb
- 1925 : Seven Keys to Baldpate : Bland
- 1925 : Bright Lights : Barney Gallagher
- 1925 : The Only Thing de Jack Conway : Gibson
- 1925 : Soul Mates : Chauffeur de Tancred
- 1926 : Mike, de Marshall Neilan : Slinky
- 1926 : The Auction Block : Nat Saluson
- 1926 : Money Talks (en) d'Archie Mayo : Lucius Fenton
- 1926 : The Hidden Way : Mulligan
- 1926 : When the Wife's Away
- 1926 : Love's Blindness : Valet
- 1926 : Oh, What a Night : Slicky
- 1926 : Le Lys de Whitechapel (Twinkletoes) de Charles Brabin
- 1927 : Secret Studio : Le plombier
- 1927 : Alias the Deacon : 'Slim' Sullivan
- 1927 : Alias the Lone Wolf : Phinuit
- 1927 : The Small Bachelor : J. Hamilton Beamish
- 1928 : On to Reno : Herbert Holmes
- 1928 : The Big Noise : William Howard
- 1928 : Femme (The Magnificent Flirt) : Tim
- 1929 : Le Meurtre du canari (The Canary Murder Case) de Malcolm St. Clair et Frank Tuttle : Tony Sheel
- 1929 : Strange Cargo : Yacht First Mate
- 1929 : Nothing But the Truth : Clarence van Dyke
- 1929 : Street Girl : Happy Winter

#### Années 1930
- 1930 : Quand l'amour appelle (Love Comes Along) de Rupert Julian : Happy
- 1930 : Cœur et Cambriole (Double Cross Roads) de George E. Middleton et Alfred L. Werker : Happy Max
- 1930 : The Devil's Holiday, d'Edmund Goulding : Charlie Thorne
- 1930 : The Fall Guy (en) : Dan Walsh
- 1930 : Conspiracy de Christy Cabanne : Winthrop 'Little Nemo' Clavering
- 1930 : Présentez armes (Leathernecking) d'Edward F. Cline  : Sparks
- 1931 : Kept Husbands : Hughie Hanready
- 1931 : L'Homme de fer (Iron Man), de Tod Browning : Riley
- 1931 : The Secret Call de Stuart Walker : Bert Benedict
- 1931 : The Way of All Fish
- 1931 : Strife of the Party
- 1931 : Corsair : Slim
- 1931 : The Wide Open Spaces
- 1932 : Big Dame Hunting
- 1932 : The Miracle Man de Norman Z. McLeod  : Harry Evans
- 1932 : Blessed Event : George Moxley
- 1932 : Big City Blues : M.. 'Stacky' Stackhouse
- 1932 : The Crusader : Eddie Crane
- 1933 : Grande Dame d'un jour (Lady for a Day), de Frank Capra : Happy McGuire
- 1933 : 42e Rue (42nd Street), de Lloyd Bacon : Thomas Barry
- 1933 : Secrets, de Frank Borzage : Sunshine
- 1933 : Chercheuses d'or de 1933 (Gold diggers of 1933), de Mervyn LeRoy : Barney Hopkins
- 1933 : Too Much Harmony : Lem Spawn
- 1933 : Au pays du rêve (Going Hollywood), de Raoul Walsh : M.. Bert Conroy, Directeur
- 1933 : Alice au pays des merveilles (Alice in Wonderland), de Norman Z. McLeod : La chenille
- 1934 : On a tué ! (Hi, Nellie!) de Mervyn LeRoy : Shammy McClure
- 1934 : Sing and Like It : Toots McGuire
- 1934 : Private Scandal : Riordan
- 1934 : Down to Their Last Yacht (en) de Paul Sloane : Captain 'Sunny Jim' Roberts
- 1934 : Entrée de service (Servants' Entrance) de Frank Lloyd et Walt Disney : Hjalmar Gnu
- 1934 : Marie Galante, de Henry King : Plosser
- 1934 : Images de la vie (Imitation of Life), de John M. Stahl : Elmer Smith
- 1934 : Un soir en scène (Sweet Adeline), de Mervyn LeRoy : Dan Herzig
- 1935 : Sweet Music : 'Ten Percent' Nelson, the Press Agent
- 1935 : George White's 1935 Scandals : Elmer White
- 1936 : Collegiate : 'Scoop' Oakland
- 1936 : Two's Company : Al
- 1936 : Carolyn veut divorcer (The Bride Walks Out), de Leigh Jason : Paul Dodson
- 1936 : Tourbillon blanc (One in a Million) : Daniel 'Danny' Simpson (photographe)
- 1937 : Wake Up and Live : Steve Cluskey
- 1937 : This Way Please : Inky Wells
- 1938 : Hawaii Calls : Strings
- 1939 : Frou-frou de Broadway (The Star Maker) de Roy Del Ruth : Speed King

#### Années 1940 et 1950
- 1941 : For Beauty's Sake : Jonathan B. Sweet
- 1947 : La Cité magique (Magic Town) de William A. Wellman : Ike
- 1956 : The Heckle and Jeckle Show (série TV) : Heckle et Jeckle